# Laurasiatheria
Laurasiatheria è un clade elevato al rango di coorte o di superordine della classe dei Mammiferi, nell'infraclasse degli Eutheria, sulla base di analisi della sequenza del DNA e sui dati di presenza o assenza dei retrotrasposoni.

## Evoluzione
Si ritiene che questo superordine di Mammiferi si sia evoluto sul supercontinente di Laurasia (da cui il nome del clade), dopo la sua separazione dal Gondwana, quando si frammentò la Pangea. È un sister group di Euarchontoglires  e Afrotheria.

## Ordini
Comprende i seguenti ordini attuali:
- Eulipotyphla:
- (Erinaceomorpha): ricci e gimnure
- (Soricomorpha): talpe e toporagni (cosmopoliti), solenodonti
- Clade: Ungulata:
- Perissodactyla: ungulati a dita dispari (comprendenti cavalli e forme affini, rinoceronti e tapiri)
- (Artiodactyla): ungulati a dita pari (comprendenti cammelli, maiali, tragulidi, antilocapre, giraffe, bovini, ovini, antilopi, cervi, ippopotami, balene e delfini)
- Clade: Ferae:
- Carnivora: carnivori (cosmopoliti)
- (Pholidota): pangolini e formichieri squamosi (Africa, Asia meridionale)
- Chiroptera: pipistrelli (cosmopoliti)

Sulla base di recenti evidenze che suggeriscono l'esistenza di un antenato comune tra cetacei ed artiodattili è stata proposta la riunificazione dei due suddetti ordini nell'ordine Cetartiodactyla.
All'interno dei Laurasiatheria, gli Erinaceomorpha sembrano (sorprendentemente) essere il ramo più divergente. Alcuni studiosi classificano Perissodactyla e Ferae in un clade Zooamata ; altri classificano Perissodactyla e Cetartiodactyla in un clade di veri ungulati .
Si propone di attribuire ai Laurasiatheria anche alcuni ordini estinti :
- Condylarthra (probabilmente polifiletico)
- Mesonychia (probabilmente appartenente agli artiodattili)
- Cimolesta
- Creodonta

## Filogenesi
La filogenesi sarebbe la seguente secondo studi molecolari condotti negli anni 10 del XXI secolo.
|  | Pholidota |
|  |           |
|  | Carnivora |
|  |           |

|  | Perissodactyla  |
|  |                 |
|  | Cetartiodactyla |
|  |                 |

|  | Pholidota |
|  |           |
|  | Carnivora |
|  |           |

|  | Perissodactyla  |
|  |                 |
|  | Cetartiodactyla |
|  |                 |

|  | Pholidota |
|  |           |
|  | Carnivora |
|  |           |

|  | Perissodactyla  |
|  |                 |
|  | Cetartiodactyla |
|  |                 |

|  | Pholidota |
|  |           |
|  | Carnivora |
|  |           |

|  | Perissodactyla  |
|  |                 |
|  | Cetartiodactyla |
|  |                 |

|  | Pholidota |
|  |           |
|  | Carnivora |
|  |           |

|  | Perissodactyla  |
|  |                 |
|  | Cetartiodactyla |
|  |                 |

|  | Pholidota |
|  |           |
|  | Carnivora |
|  |           |

|  | Perissodactyla  |
|  |                 |
|  | Cetartiodactyla |
|  |                 |

|  | Pholidota |
|  |           |
|  | Carnivora |
|  |           |

|  | Perissodactyla  |
|  |                 |
|  | Cetartiodactyla |
|  |                 |

|  | Pholidota |
|  |           |
|  | Carnivora |
|  |           |

|  | Perissodactyla  |
|  |                 |
|  | Cetartiodactyla |
|  |                 |